# 15389 Geflorsch
15389 Geflorsch è un asteroide della fascia principale. Scoperto nel 1997, presenta un'orbita caratterizzata da un semiasse maggiore pari a 2,4388825 UA e da un'eccentricità di 0,1875811, inclinata di 3,46890° rispetto all'eclittica.